# Politica di Andorra
La politica di Andorra si svolge in un contesto formato da una diarchia parlamentare ed un sistema multipartitico. Il potere esecutivo è esercitato dal governo, presieduto dal Capo del Governo (ossia il primo ministro). Il potere legislativo è ricoperto sia dal governo sia dal parlamento. Il potere giudiziario è indipendente da quello esecutivo e legislativo.
Prima del 1993, il sistema politico andorrano non aveva una netta divisione dei poteri; pertanto, nel 1993 fu ratificata ed approvata una costituzione, la quale afferma che Andorra è una democrazia parlamentare sovrana, mantenendo il Presidente della Francia ed il Vescovo di Urgell quali coprincipi e Capi di Stato.
Ciononostante, il capo del governo conserva il potere esecutivo. I due coprincipi servono in ugual misura, con poteri limitati (che non includono il veto individuale sugli atti governativi), e sono rappresentati entrambi da un delegato.
La spinta fondamentale per questa trasformazione politica fu una raccomandazione del Consiglio d'Europa del 1990, in cui si suggeriva l'adozione di una moderna costituzione che garantisse i diritti di coloro che vivessero o lavorassero in Andorra, affinché il piccolo stato pirenaico potesse integrarsi nell'Unione europea.
Per tale motivo, nello stesso anno fu istituita una commissione tripartita, composta dalle rappresentanze dei coprincipi, il Consiglio Generale e il Consiglio Esecutivo e più tardi, nell'aprile del 1991, fu completata la bozza della costituzione, che fu la base di quella odierna.

## Governo

### Potere esecutivo
Secondo la costituzione del 1993, i coprincipi sono ancora i Capi di Stato di Andorra, ma il potere esecutivo è prerogativa del capo del governo.
Essi svolgono il loro ruolo con poteri limitati e sono rappresentati da un delegato, sebbene dal 1993 sia la Francia sia la Spagna hanno un'ambasciata ad Andorra.
In qualità di coprincipi di Andorra, il Presidente francese ed il Vescovo di Urgell conservano l'autorità suprema nell'approvazione di tutti i trattati internazionali con la Francia e la Spagna, così come su quelli riguardanti la sicurezza interna, la difesa, il territorio andorrano, le rappresentanze diplomatiche e la cooperazione giudiziaria o penale.
Sebbene l'istituzione dei coprincipi sia vista come una sorta di anacronismo, i più la ritengono comunque un legame con le tradizioni di Andorra ed un modo per equilibrare il potere delle due grandi nazioni confinanti col principato.
La modalità con cui vengono scelti i coprincipi rende Andorra una delle nazioni più peculiari dal punto di vista politico, in quanto uno di loro è l'uomo (o la donna) che rappresenta il Capo di Stato della Francia (in passato i re e gli imperatori francesi, oggigiorno il Presidente della Repubblica), mentre l'altro è il vescovo a capo della diocesi di Urgell.

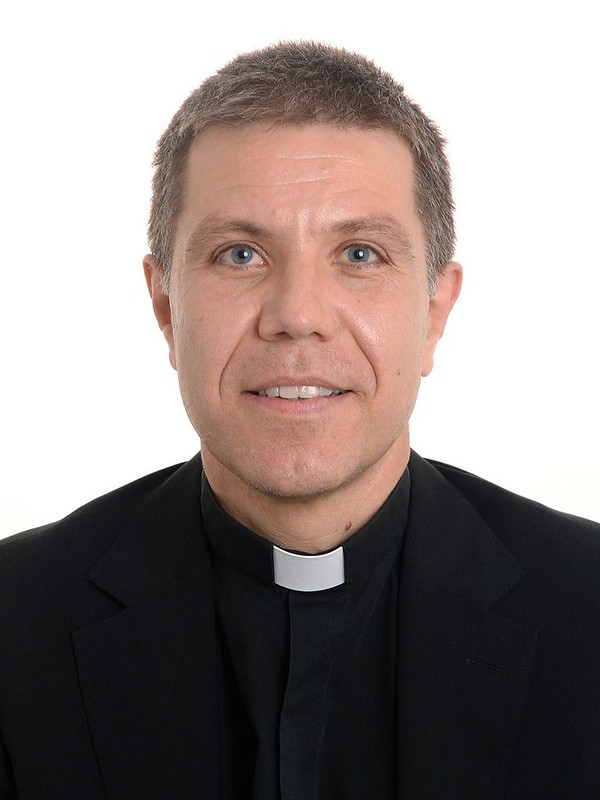
Josep-Lluís Serrano Pentinat Coprincipe episcopale di Andorra (dal 31 maggio 2025)
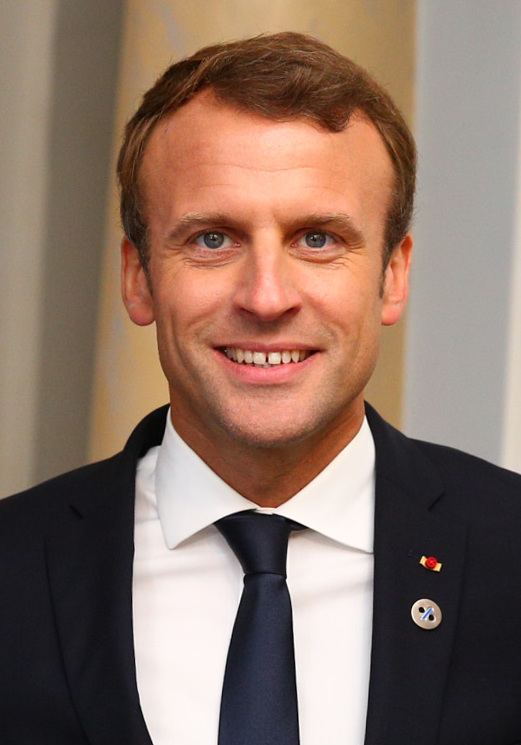
Emmanuel Macron Coprincipe francese di Andorra (dal 14 maggio 2017)

Nel 1981 fu creato il Consiglio Esecutivo, composto dal capo del governo e da 7 ministri. Ogni 4 anni, subito dopo le elezioni politiche, il Consiglio Generale elegge il capo del governo che, a sua volta, sceglie gli altri membri del Consiglio Esecutivo.
| Consiglio Esecutivo di Andorra             | Consiglio Esecutivo di Andorra |
| ------------------------------------------ | ------------------------------ |
| Capo del Governo                           | Xavier Espot Zamora            |
| Ministro delle Finanze e Funzione Pubblica | Jordi Cinca Mateos             |
| Ministro dell'Economia e del Territorio    | Jordi Alcobé Font              |
| Ministro degli Affari Esteri               | Gilbert Saboya Sunyé           |
| Ministro della Giustizia e dell'Interno    | Xavier Espot Zamora            |
| Ministro della Salute e del Benessere      | Cristina Rodríguez Galan       |
| Ministro dell'Educazione e della Gioventù  | Roser Suñé Pascuet             |
| Ministro del Turismo e dell'Ambiente       | Francesc Camp Torres           |
| Ministro della Cultura                     | Albert Esteve García           |

### Potere legislativo
Il principale corpo legislativo di Andorra è il Consiglio Generale, un parlamento composto da 28 membri. Il presidente (sindic), il vicepresidente (subsindic) ed i membri del Consiglio sono eletti tramite elezioni politiche, che si tengono ogni 4 anni. Il Consiglio si riunisce più volte nel corso dell'anno in date stabilite per tradizione o su specifica richiesta.
Almeno un rappresentante di ciascuna parrocchia deve essere presente nelle riunioni del Consiglio Generale. Storicamente venivano assegnati 4 rappresentanti per ciascuna parrocchia; ciò significava che tanto le parrocchie meno numerose (con appena 350 votanti) quanto quelle più numerose (con più di 2600 votanti) avevano un ugual numero di membri.
Per controbilanciare questa disparità, con la nuova costituzione è stata modificata la struttura e la modalità di elezione dei membri del Consiglio: una metà dei rappresentanti viene scelta col sistema tradizionale, mentre l'altra metà viene eletta col sistema proporzionale in una circoscrizione nazionale.
Il presidente ed il vicepresidente sono scelti dal Consiglio Generale per attuare le sue decisioni. La loro carica ha una durata di 3 anni e possono essere riconfermati una sola volta. Entrambi ricevono un salario annuale. I presidenti non hanno virtualmente alcun potere discrezionale e tutte le decisioni devono essere approvate dal Consiglio nel suo complesso.

### Potere giudiziario
Il sistema giudiziario andorrano è indipendente. Le corti applicano le leggi ordinarie di Andorra, integrate con il diritto romano e le leggi ordinarie catalane. Le cause civili sono ascoltate in prima battuta dalla Corte delle Batlles, un gruppo di 4 giudici, di cui 2 scelti da ciascun coprincipe. Gli appelli sono giudicati dalla Corte d'Appello. Al vertice del potere giudiziario vi è la Corte Superiore di Giustizia, composta da 5 membri.

## Principali partiti politici
- Democratici per Andorra (Demòcrates per Andorra)
- Partito Socialdemocratico (Partit Socialdemòcrata)
- Andorra per il Cambio (Andorra pel Canvi)
- I Verdi d'Andorra (Els Verds d'Andorra)
- Unione Laurediana (Unió Laurediana)

## Divisioni amministrative
Andorra è suddivisa in 7 parrocchie (in catalano parròquies): Andorra la Vella, Canillo, Encamp, Escaldes-Engordany, La Massana, Ordino, Sant Julià de Lòria.

## Sicurezza
Il governo di Andorra ha a disposizione un esercito cerimoniale, un corpo di polizia, i vigili del fuoco, un servizio di soccorso alpino e la GIPA (Grup d'Intervenció Policia d'Andorra), ossia un'unità paramilitare specializzata nella lotta al terrorismo e nel recupero di ostaggi.